# Gangster of Love
Singles de Johnny « Guitar » Watson
She Moves Me / Love Me Baby
(1956) Deana Baby / Honey
(1957)
Gangster of Love est un morceau de blues enregistré une première fois par Johnny « Guitar » Watson en 1957.  Lorsque Watson enregistre de nouveau le morceau en 1978, il devient rapidement un tube. Il est identifié comme « son morceau le plus célèbre » et est repris par de nombreux artistes.

## Morceau original
Johnny « Guitar » Watson enregistre d'abord Gangster of Love alors qu'il est chez RPM Records vers le milieu des années 1950.  En 1957, une version du morceau, un blues mid-tempo en shuffle comportant des « temps d'arrêt », est publié par la maison de disques Keen Records. Le single n'apparaît pas dans le Billboard américain. Cependant, avec Johnny Otis, Watson ré-enregistre le morceau en 1963 pour King Records (5774) « pour cette fois atteindre un peu plus les auditeurs,. »

## Version des années 1970
En 1978, pendant sa flamboyant phase « funk », Watson enregistre une nouvelle version de Gangster of Love pour DJM Records. Le morceau devient un véritable tube, atteignant la 32e place du Billboard R&B chart pendant une période de 13 semaines consécutives.  Le morceau est caractéristique de ses concerts, avec quelques spectacles où est joué le thème des gangsters avec une fausse sirène et un simulacre de bulletin de police. La plupart des versions commencent de cette façon :
Jesse James and Frank James, Billy the  Kid all the rest

Supposed to be some bad cats, out in the West

But when they dug me, and my gangster ways

They hung up their guns, and made it to the grave

'Cause I'm a gangster of love...

## Autres versions
Plus tôt dans sa carrière, Johnny Winter enregistre Gangster of Love en tant que single en 1964 (Frolic 45-1016).  Le morceau apparaît en 1965 dans l'album de Sam the Sham and the Pharaohs, Wooly Bully. Le groupe Steve Miller Band inclut une version sur leur album Sailor de 1968,(bien qu'il ne faut pas le confondre avec le morceau du groupe The Joker, qui contient les paroles « some call me the Gangster of Love »).  Miller a également fait référence au morceau dans certaines de ses autres chansons et c'est devenu une partie de son répertoire de concert.